# Oudna
Oudna is een archeologische plaats in Tunesië, op ongeveer 25 km ten zuiden van Tunis op de weg naar Zaghouan. Er zijn resten van onder meer een amfitheater, een capitool, thermen en een aquaduct.